# کجاوه

کجاوه در نزدیکی بندر ترکمن در استان گلستان، ایران.

کَجاوه اتاقکی است چوبی که بر پشت شتر یا هر چارپای دیگری می‌بندند و یک یا دو نفر در آن می‌نشینند و مسافرت می‌کنند. کجاوه می‌تواند یک اتاقک باشد و روی گرده چارپا قرار گیرد و می‌تواند دو قسمت داشته در دو طرف گرده چارپا آویزان شود.
معمولاً در قدیم زنان و مردان مهم و صاحب مقام را سوار بر کجاوه می‌کردند و مردان بر پشت چارپا نشسته و سفر می‌کردند.
در لغت‌نامه‌های فارسی در مورد کجاوه شرح کافی داده شده‌است: کجاوه. [ ک َ وَ / وِ ] (اِ) کژاوه. گژابه. کزابه. کزاوه. قزاوه. قژاوه. کجابه. کجبه. کجوه، عماری، محمل یا پالکی. (فرهنگ فارسی معین). کجابه‌است که به عربی هودج خوانند. (برهان). آنچه بر پشت شتر بندند و دو شخص در آن مقابل یکدیگر نشینند. (غیاث اللغات). مَحمِل. (منتهی الارب). نشیمن و جایگاهی که بر استر و شتر بار کنند و در هر طرفی یکی بنشیند و در اول کرسی‌واری از چوب ساختند و باریسمان کجن از پهلوی استر آونگ کردند و در آن نشستند و کژاونگ و کژاوه خواندند چون زاء پارسی با جیم تبدیل می‌پذیرد کجاوه گفتند و او را با باء عربی بدل نمودند کجابه نیز نامیده شد. (از آنندراج). نشیمن روپوش دار مانند هودج که از چوب سازند و یک جفت آن را به یکدیگر بندند و بر شتر یا استر بار کنند و در هر یک از آن یک کس نشیند و چوپله نیز گویند. (از ناظم‌الاطبا). دو اتاقک چوبین روباز یا با سایبان که آن‌ها را در طرفین شتر یا استر بندند و در هر اتاقک مسافری نشیند و آن در قدیم وسیلهٔ حمل و نقل مسافران بود. (فرهنگ فارسی معین).
در میان ترکمن‌ها و در گذشته، کُجه‌وه یا کجاوه اتاقکی بود از جنس پارچه‌های رنگین و معمولاً چهل تکه که آن را به ویژه بر روی شتر قرار داده، درون و بیرون آن را می‌آراستند. از این کجاوه برای بردن عروس و ینگه های او استفاده می‌شد. از سقف آن زنگی، شبیه ناقوس می‌آویختند تا بر اثر حرکت شتر یا گاو به صدا در آید. صدای زنگ، بیانگر جشن و سرور و عروس‌کشان بود.
نوعی از کجاون «اؤرمه کجبه» (کجاوه‌ای که ساخت آن به روش بافتن، انجام می‌شود) نامیده می‌شد. این کجاوه از بافه‌های سفید گندم بافته و با دوخت پارچه سفید داخل آن پوشانیده می‌شد. هنگام ازدواج، دختران همراه جهیزه، کجاوه‌هایی را که به دست خود بافته بودند، به خانه داماد می‌برده‌اند.

## نمونه اشعار
خاقانی در شعری سروده‌است:
وآن کجاوه چیست میزان دو کفه باردار  بار جوزا و دو کفه شکل میزان دیده‌اند

ادیب‌الممالک فراهانی
برخیز شتر بانا، بر بند کجاوه کز چرخ همی گشت عیان رایت کاوه

سعدی، شاعر ایرانی، نیز در غزل مشهور کاروان خود کجاوه را در معنای محمل مورد توجه قرار داده و سروده‌است:
محمل بدار ای ساروان تندی مکن با کاروان کز عشق آن سرو روان گویی روانم می‌رود

## پیوندهای مرتبط
- گاری
- کالسکه
- Horse-drawn vehicle
- Horse harness
- Driving_(horse)
- Horseless carriage